# 79896 Біллгелі
79896 Біллгелі (79896 Billhaley) — астероїд головного поясу.
Тіссеранів параметр щодо Юпітера — 3,336.